# تادي فالجافيك
تادي فالجافيك مواليد 13 أبريل 1977 في كراني، جمهورية يوغوسلافيا الاشتراكية الاتحادية، هو دراج سلوفيني سابق في صنف سباق الدراجات على الطريق. سبق أن شارك في دورة الألعاب الأولمبية الصيفية.

## سجل النتائج

### المراكز
- حقق المركز الـ 9 في طواف إيطاليا 2004
- حقق المركز الـ 8 في طواف إيطاليا 2008
- حقق المركز الـ 10 في سباق طواف فرنسا 2008
- حقق المركز الـ 9 في طواف إيطاليا 2009
- حقق المركز الـ 7 في طواف سويسرا 2009

## وصلات خارجية
- الموقع الرسمي

## روابط خارجية
- تادي فالجافيك على موقع الاتحاد الدولي للدراجات (الإنجليزية)
- تادي فالجافيك على موقع أرشيف الدراجات (الإنجليزية)
- تادي فالجافيك على موقع إحصائيات الدراجات الإحترافية (الإنجليزية)
- تادي فالجافيك على موقع نسبة الدراجات (الإنجليزية)
- تادي فالجافيك على موقع CycleBase (الإنجليزية)
- تادي فالجافيك على موقع أوليمبيديا (الإنجليزية)